# Isuzu Turquoise
Isuzu Turquoise — сімейство автобусів класу міді на 26-31 місце, що виготовляються в Туреччині на заводі Anadolu Isuzu Automotive Industry & Trading з 2001 року. На місцевому ринку відомий як Isuzu Turkuaz, в Європі продається під назвою Isuzu Turquoise Euro.
В 2004 році відбулась модернізація моделі.
В 2007 році відбулась друга модернізація моделі.
В 2010 році відбулась третя модернізація моделі.
Автобус доступний у двох варіантах:
- Туристичний
- Приміський

Автобус комплектується дизельними двигунами ISUZU 4HE1 4,8 л (Євро-2 і Євро-3) і ISUZU 4HK1 5,2 л (Євро-3 — Євро-6) потужністю від 140 до 190 к.с.

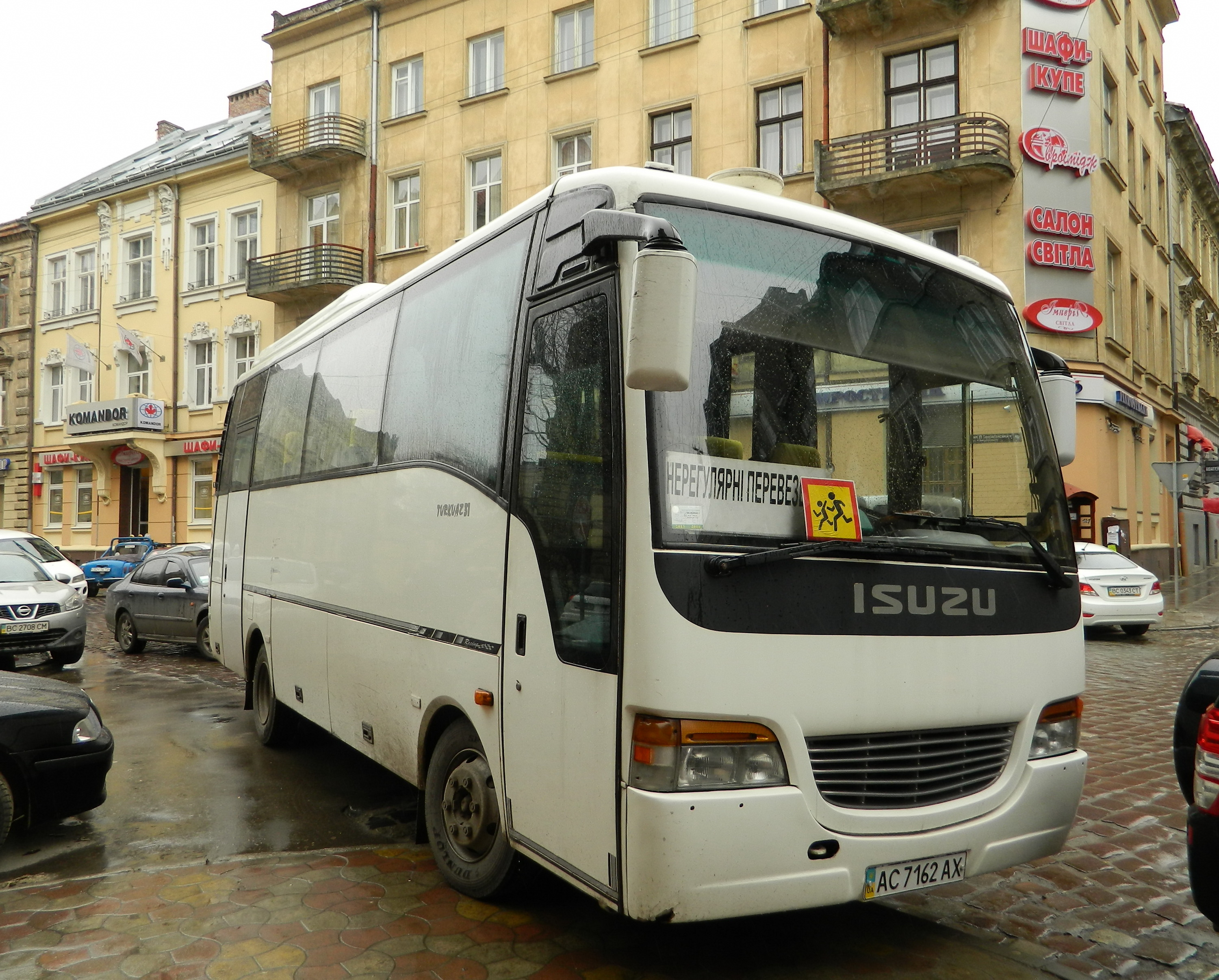
Isuzu Turkuaz (2001-2004)
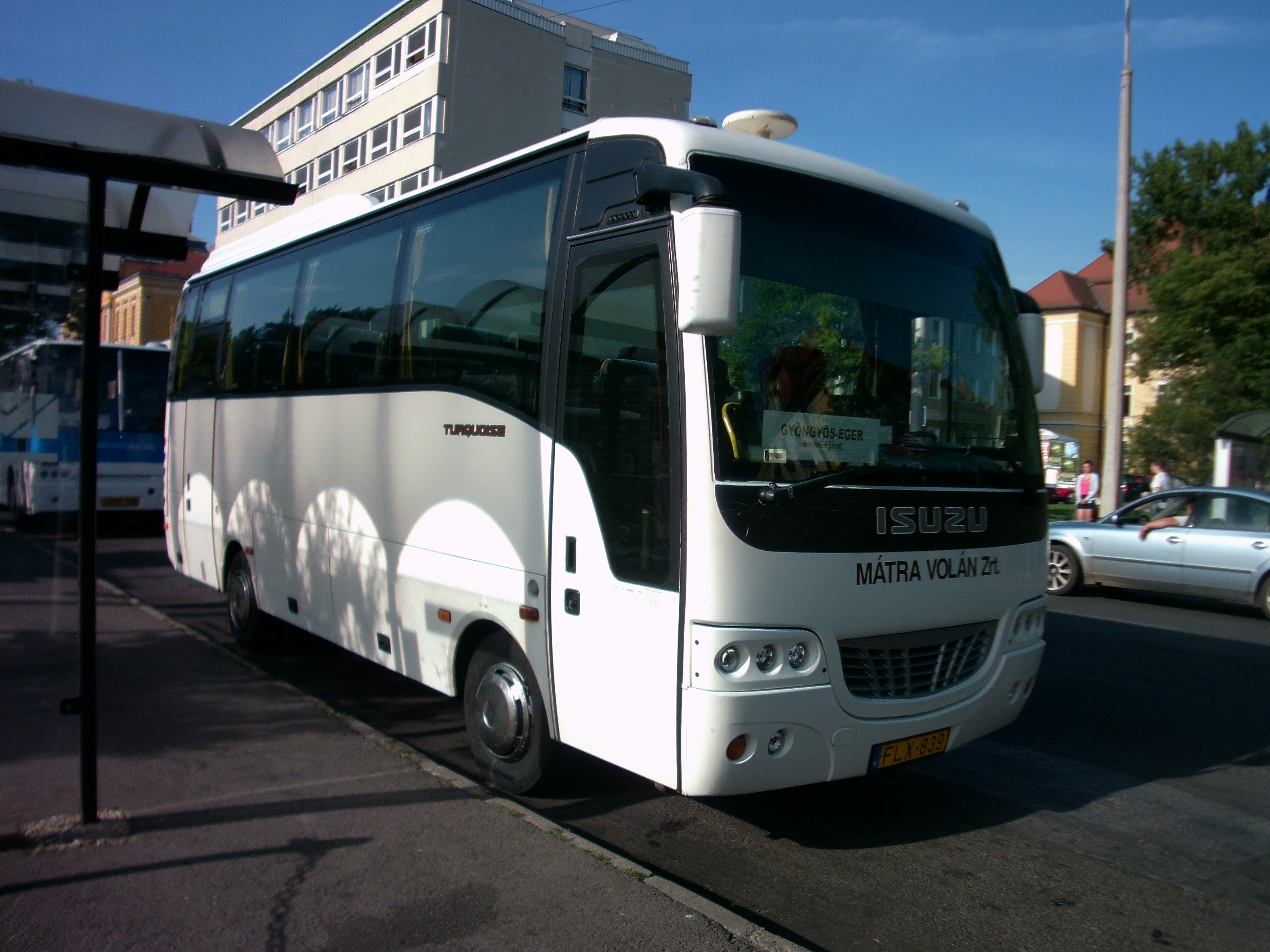
Isuzu Turquoise (2004-2007)
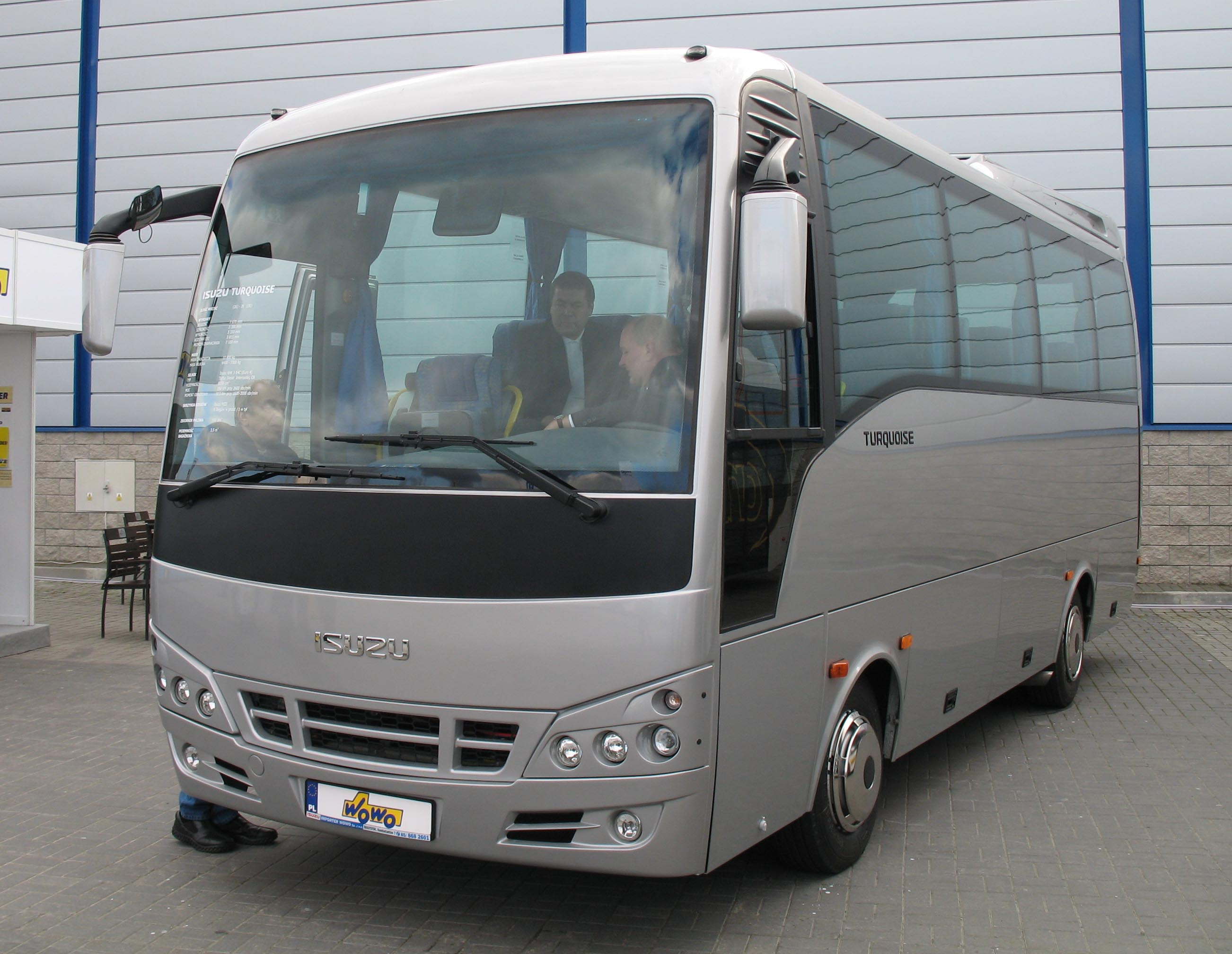
Isuzu Turquoise (2007-2010)
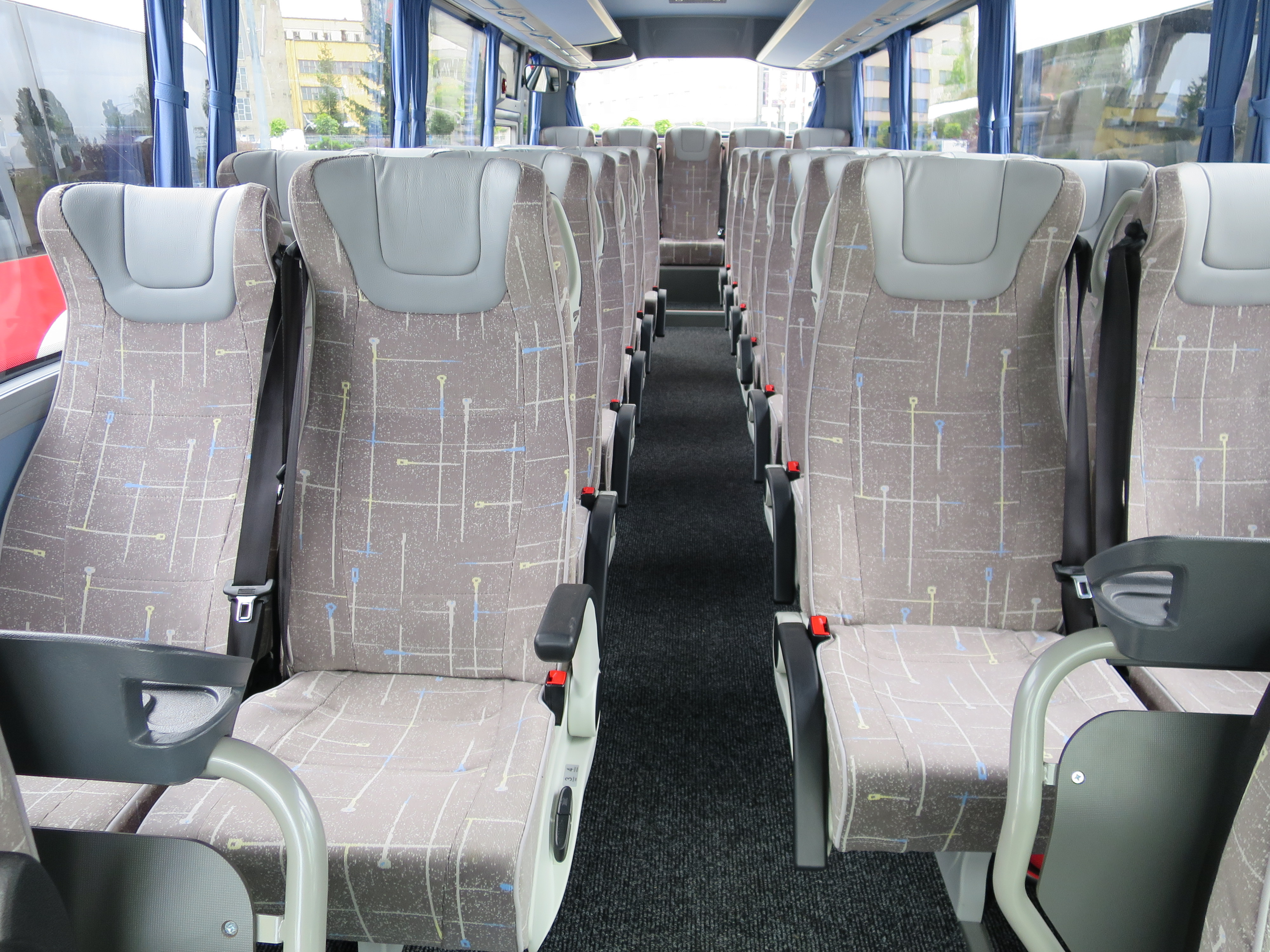
Isuzu Turquoise